# Liste polnischer Bildhauer
Dies ist eine alphabetische Liste polnischer Bildhauer. Die Einträge mit den diakritischen Zeichen Ł, Ś und Ż finden sich am Schluss der Liste.

## Liste

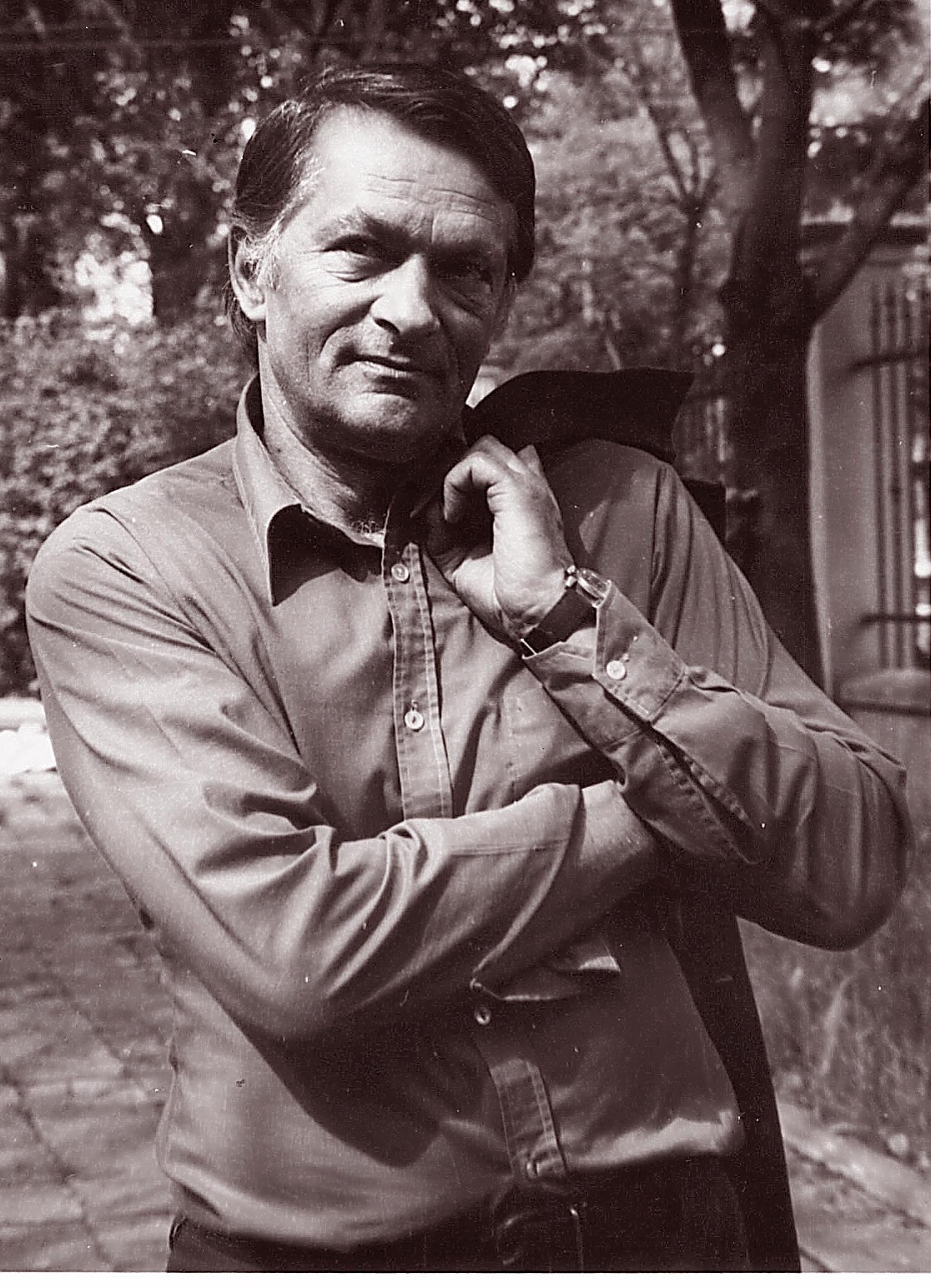
Jerzy Boroń

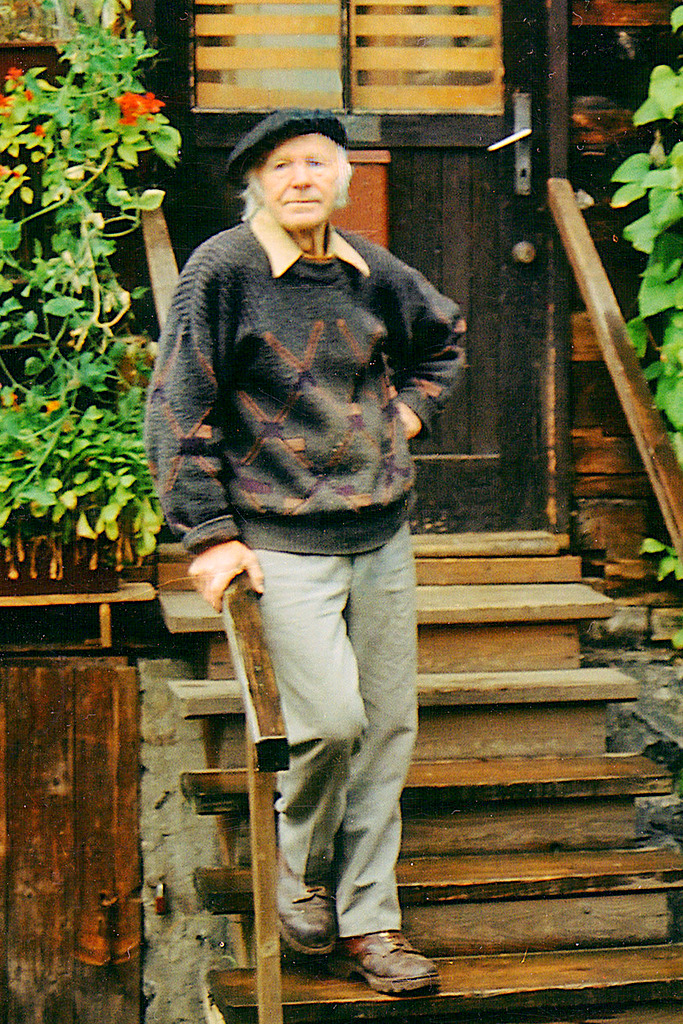
Henryk Burzec

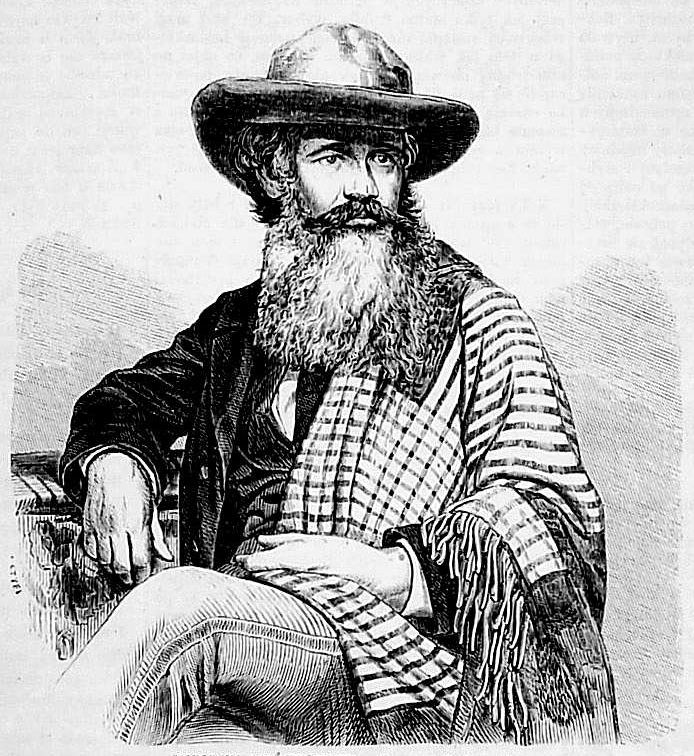
Henryk Dmóchowski

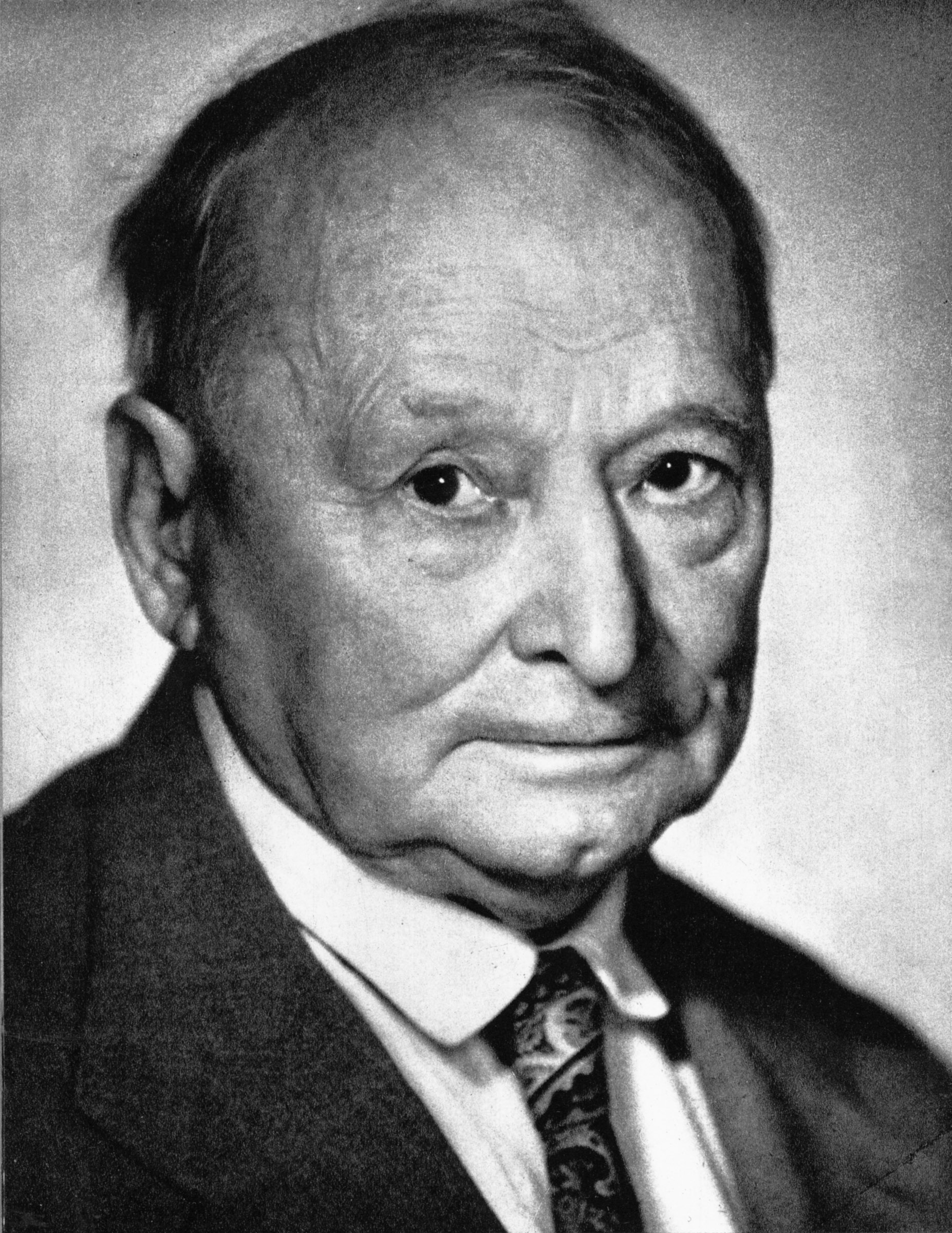
Xawery Dunikowski

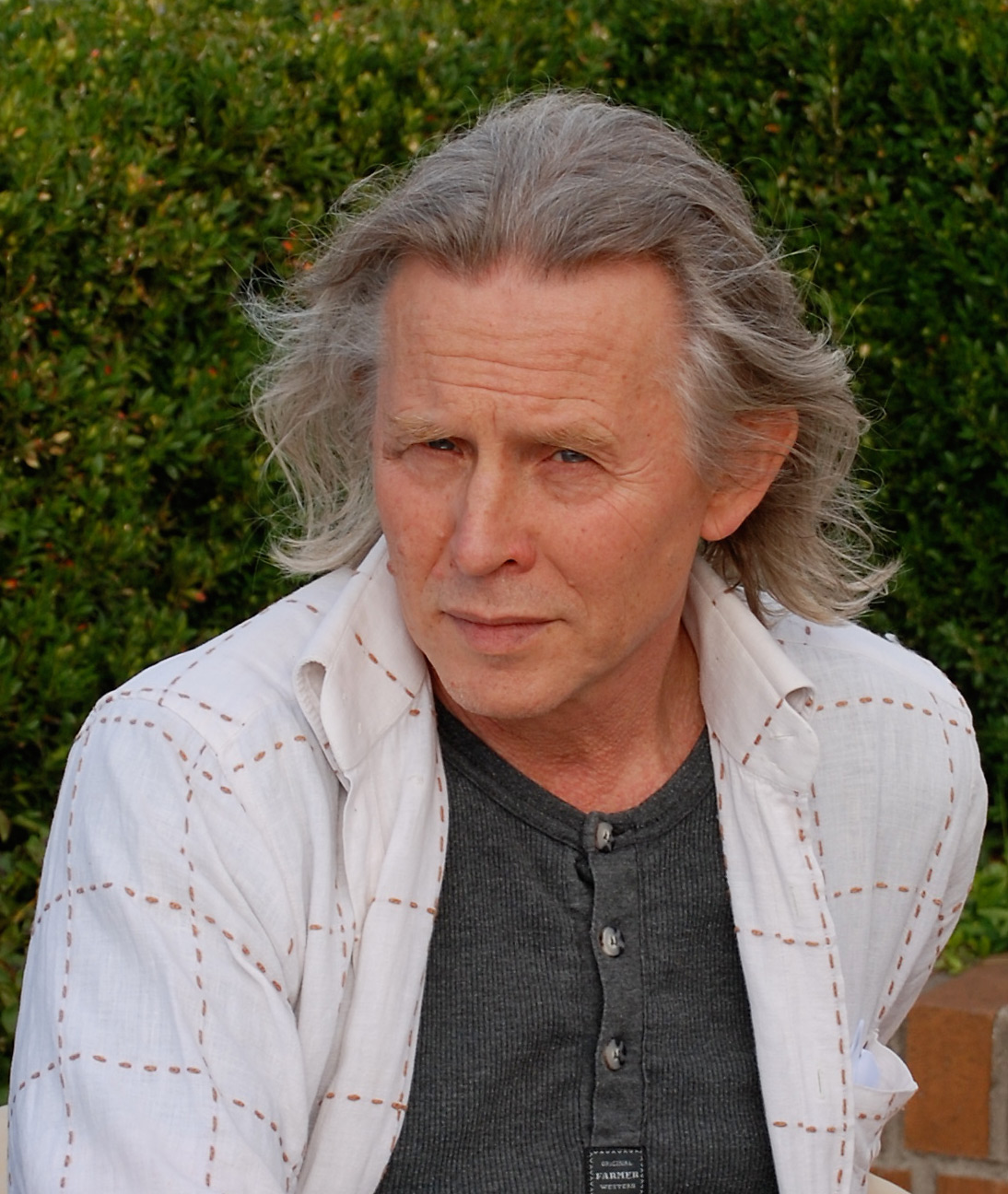
Wincenty Dunikowski-Duniko

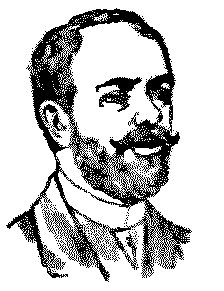
Tomasz Dykas

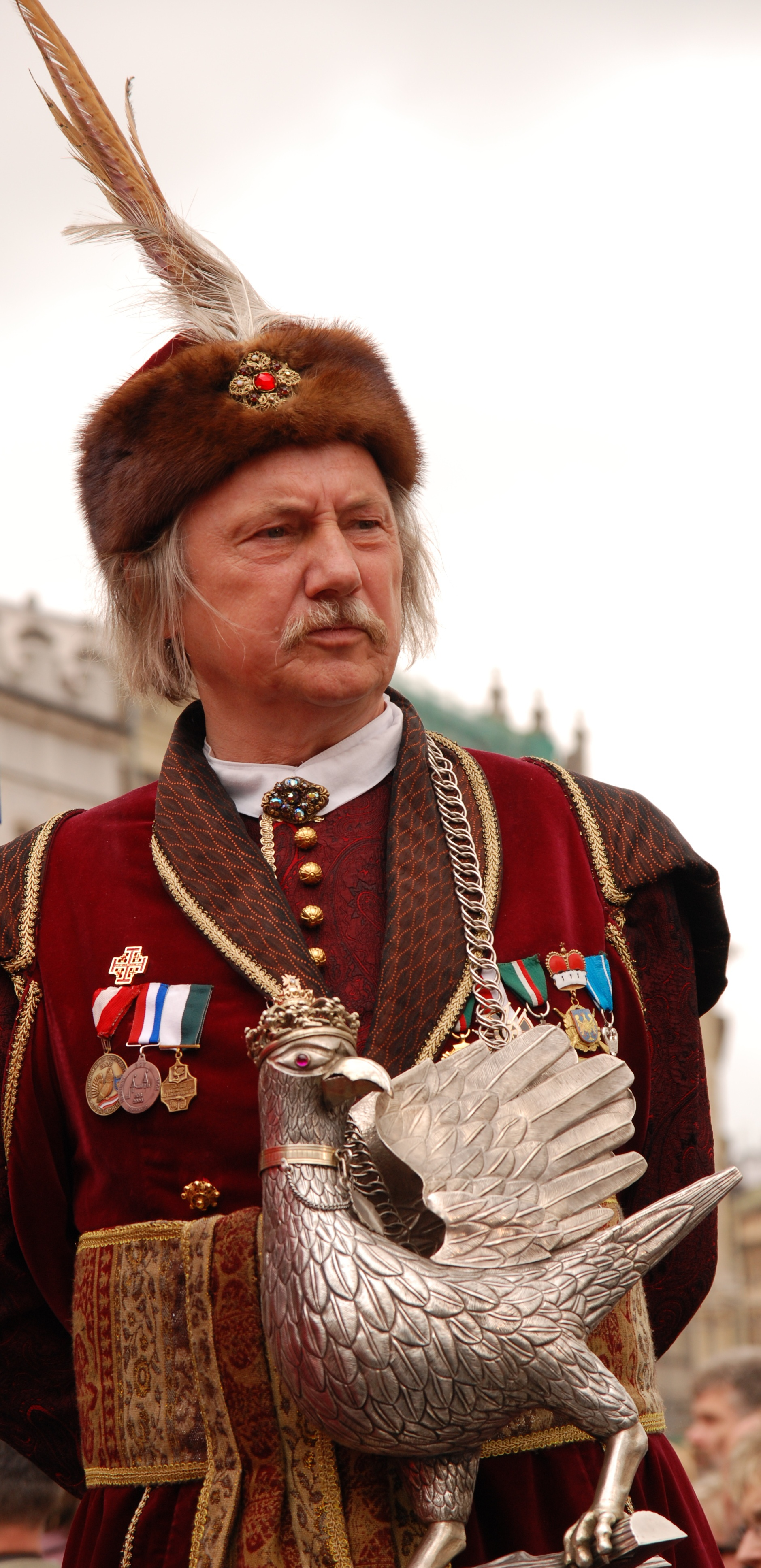
Czesław Dźwigaj

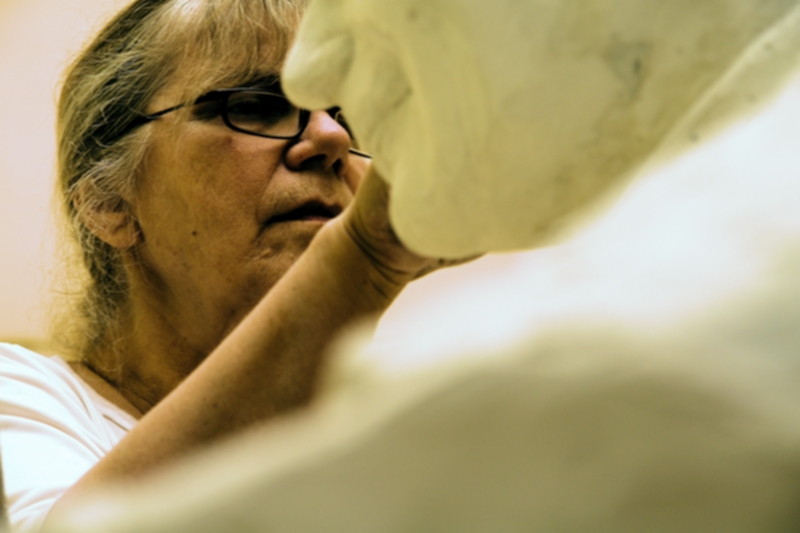
Krystyna Fałdyga-Solska

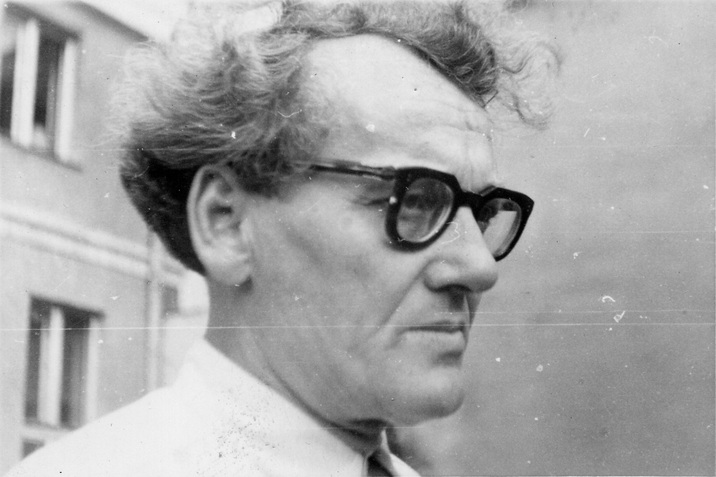
Józef Gosławski

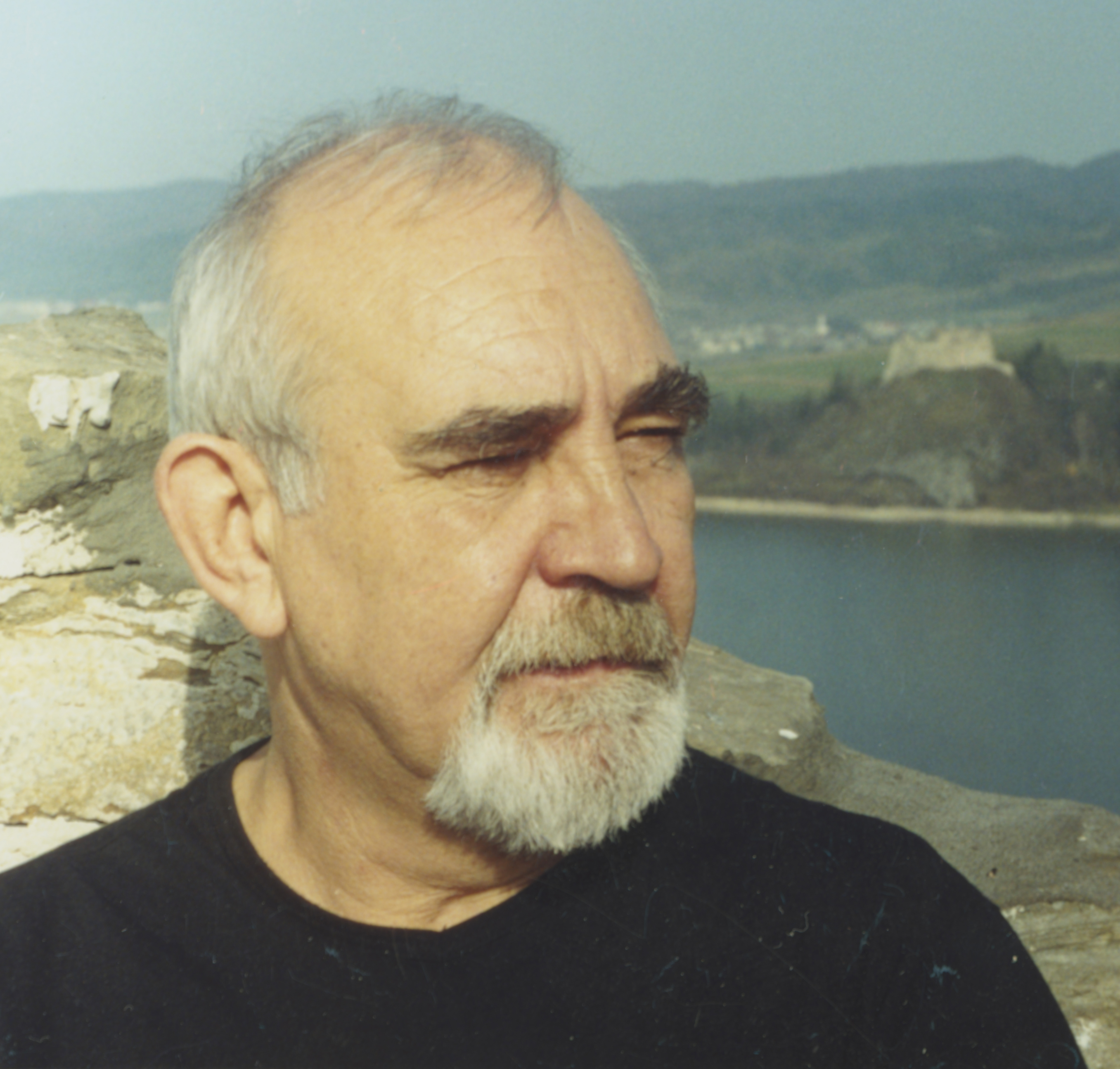
Wojciech Gryniewicz

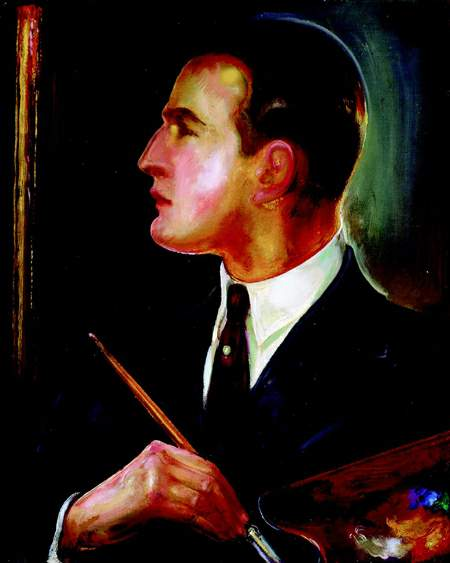
Gustaw Gwozdecki

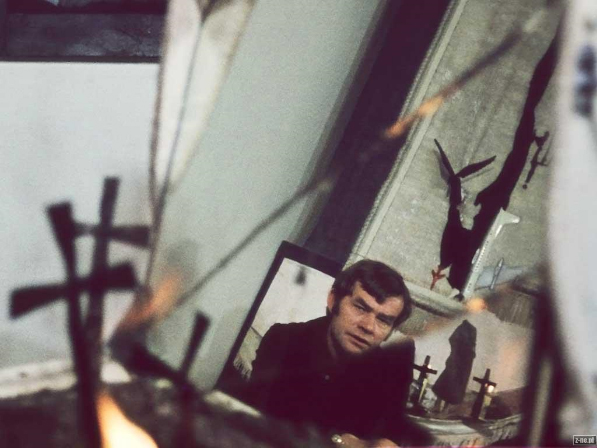
Władysław Hasior

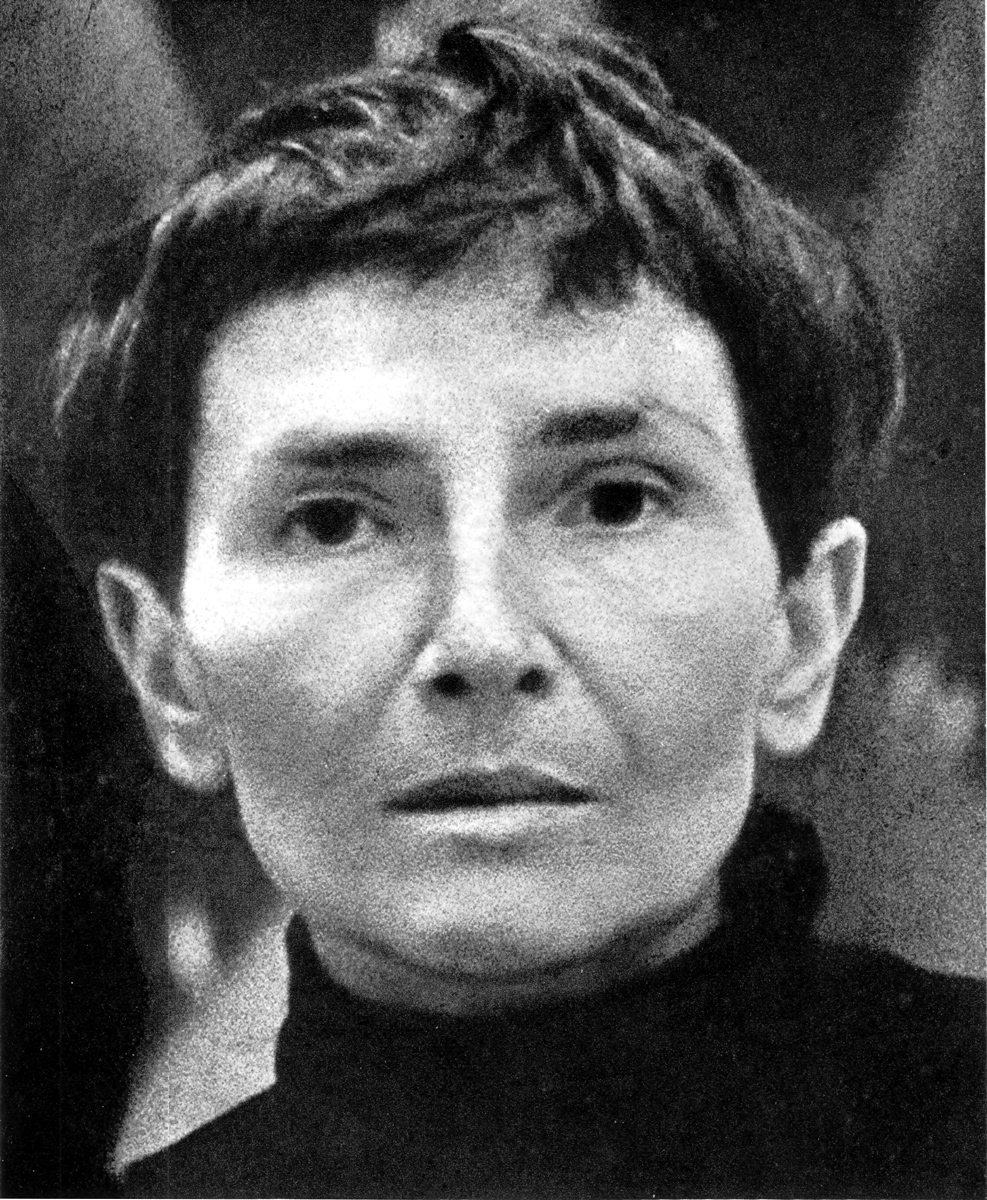
Maria Jarema

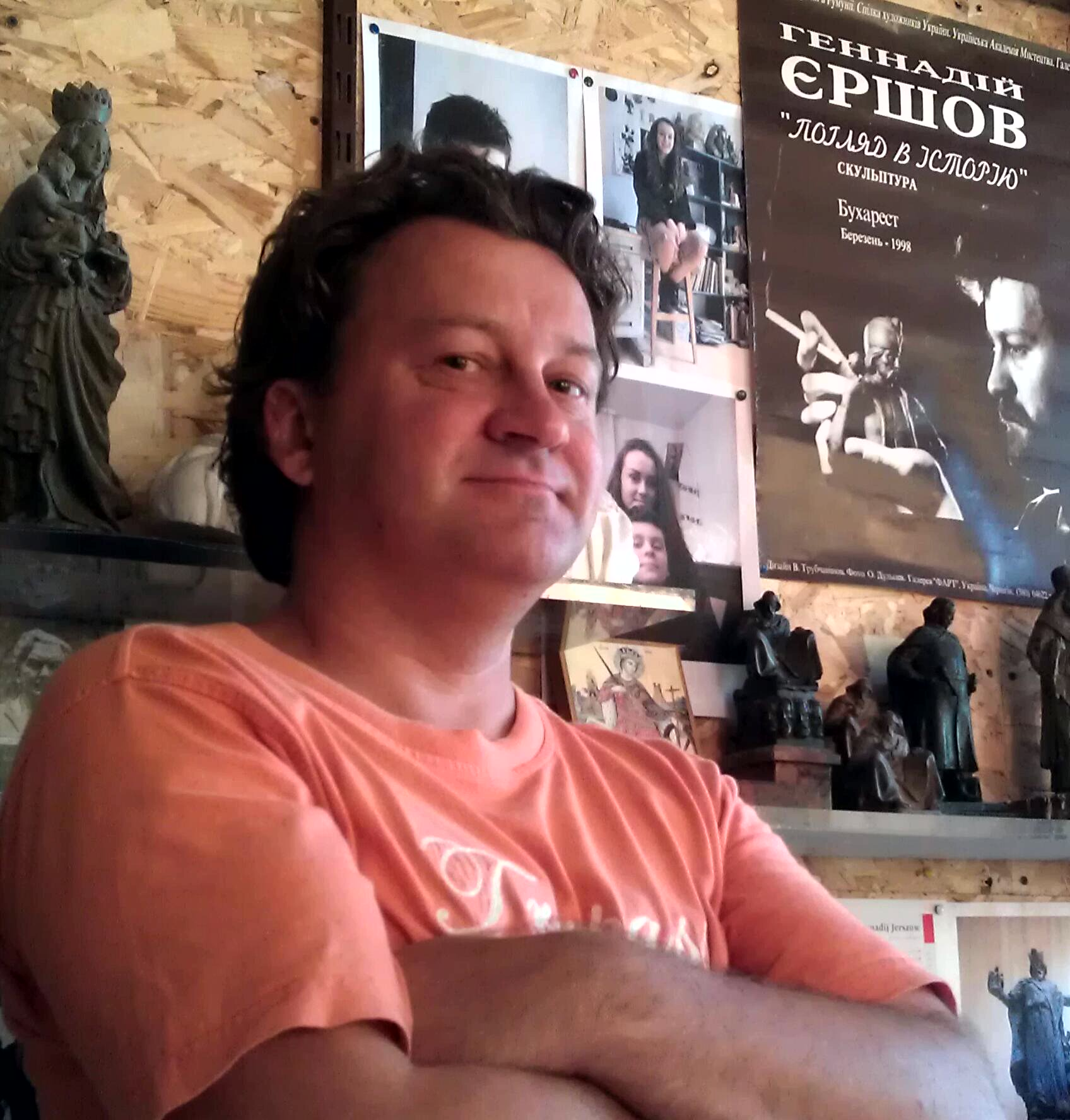
Giennadij Jerszow

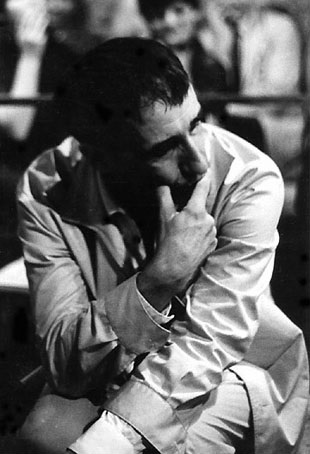
Tadeusz Kantor

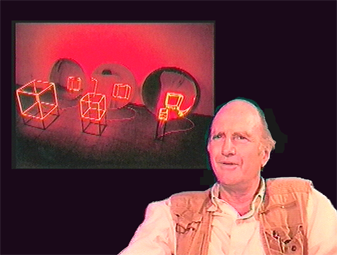
Piotr Kowalski

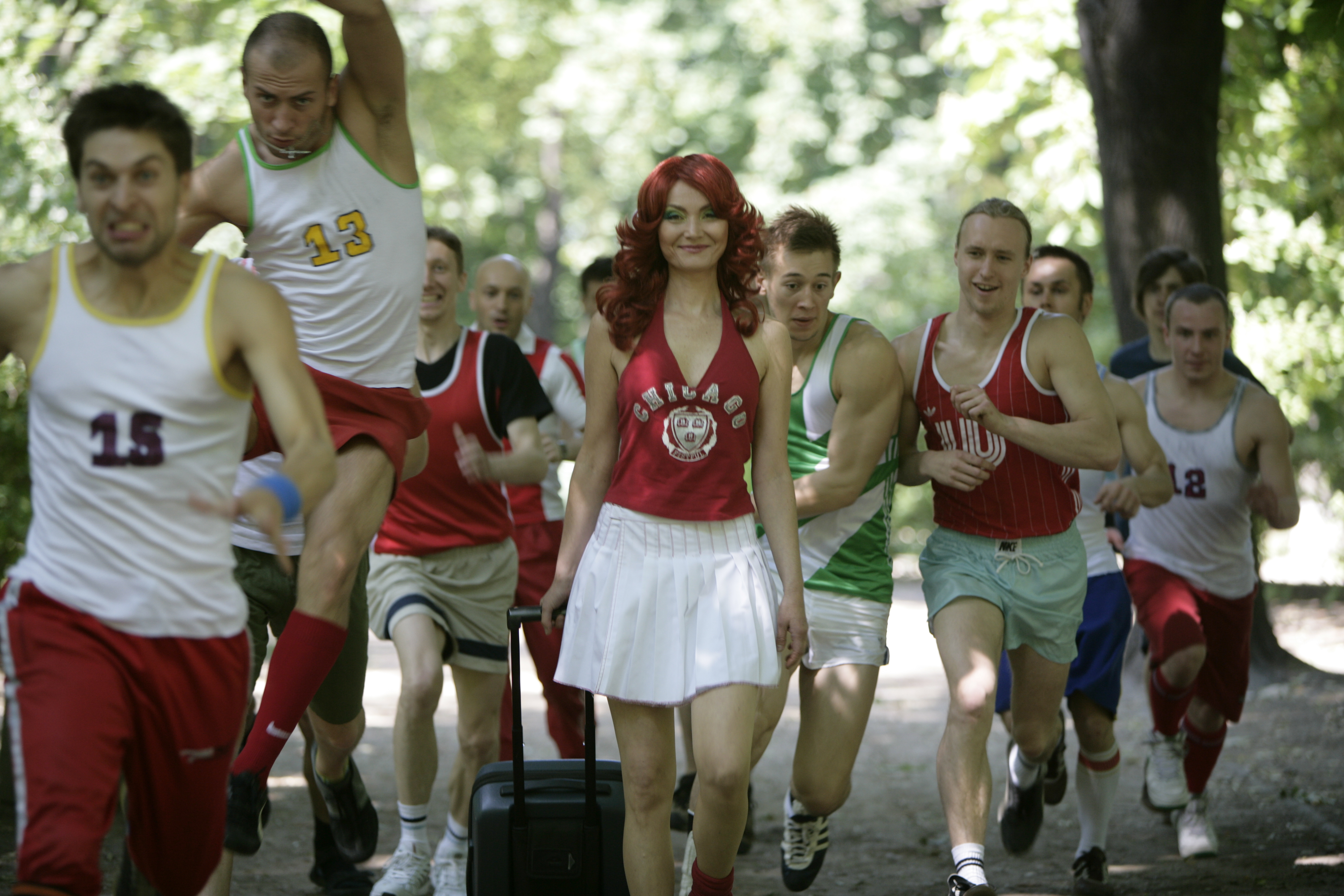
Katarzyna Kozyra

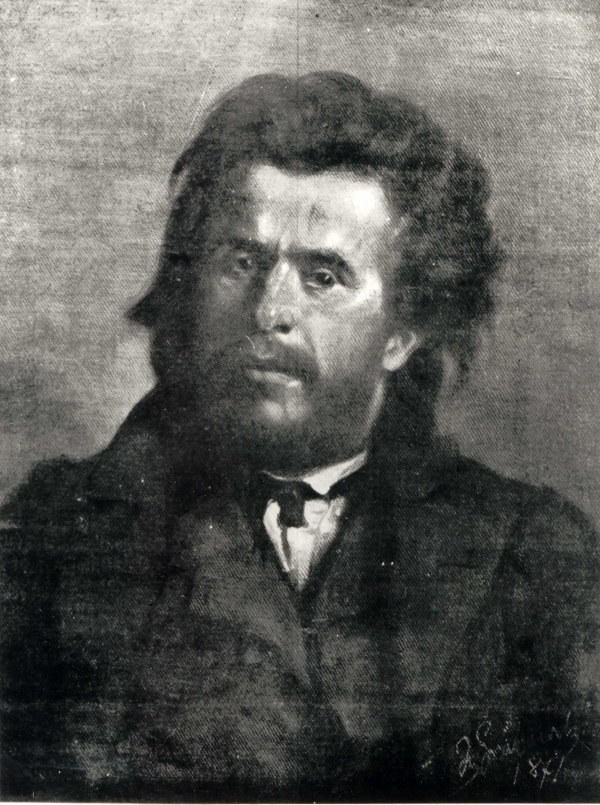
Antoni Kurzawa

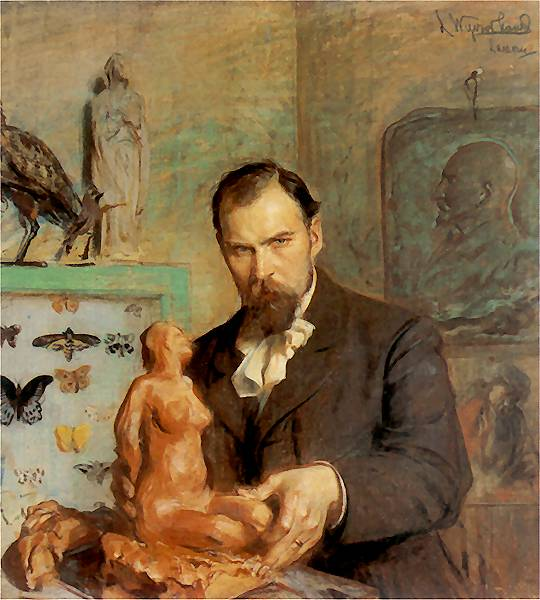
Konstanty Laszczka

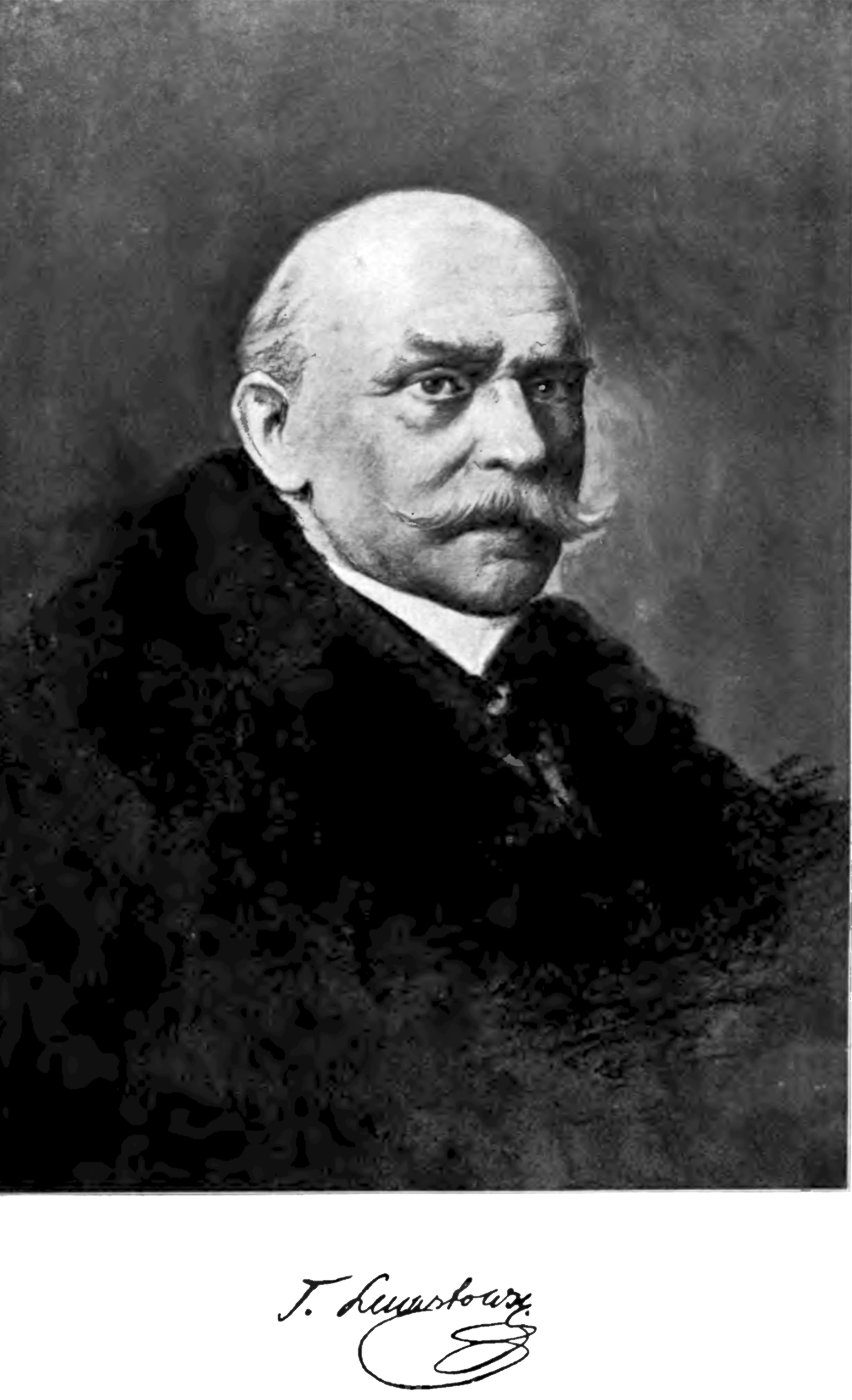
Teofil Lenartowicz

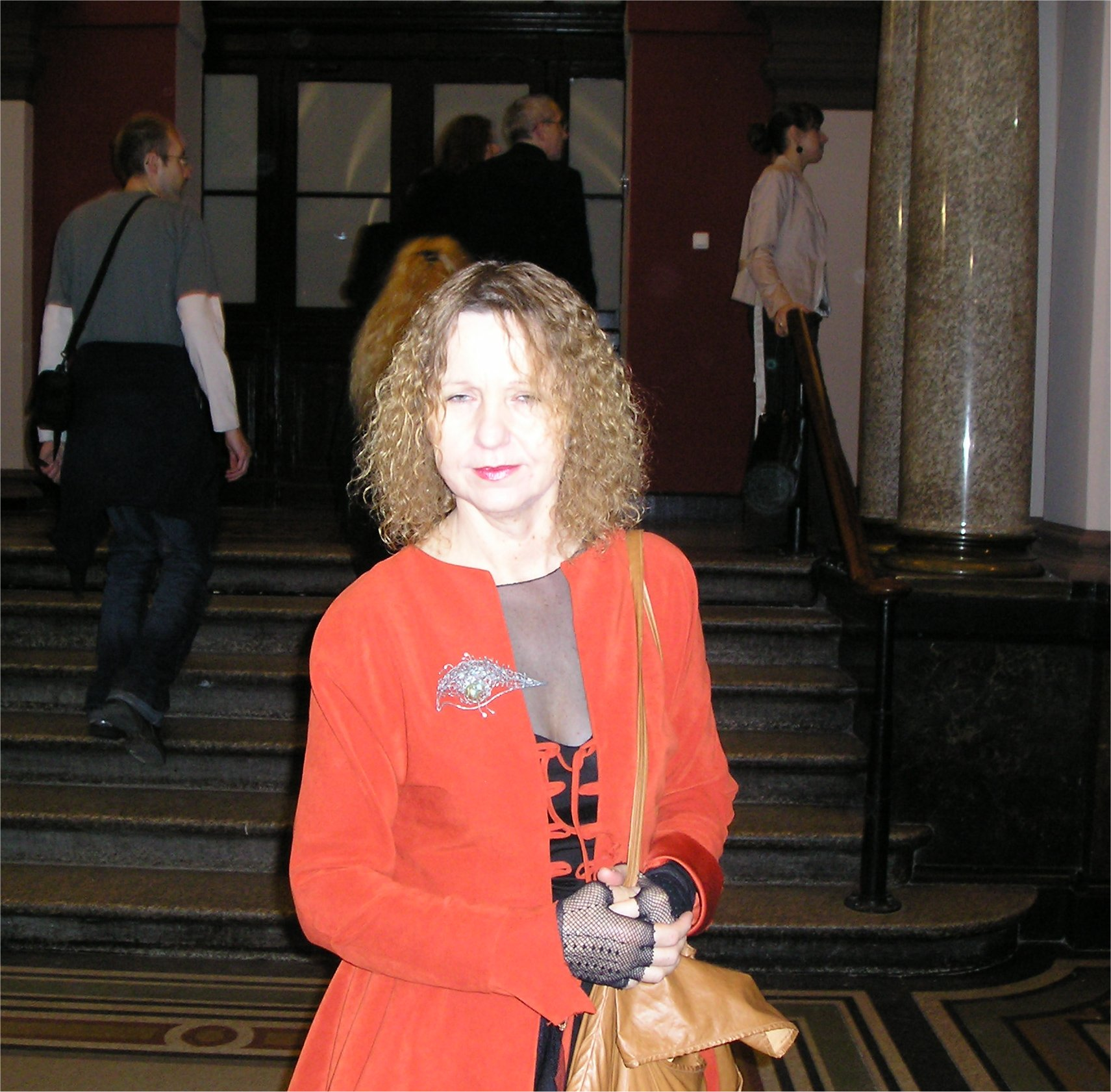
Ludwika Ogorzelec

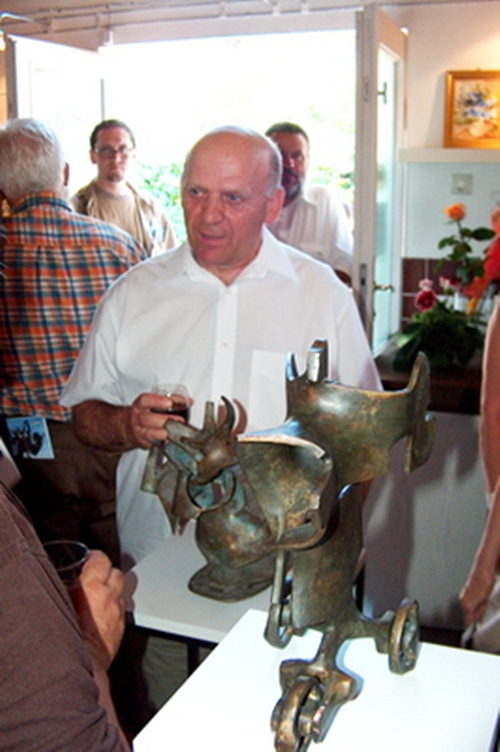
Józef Petruk

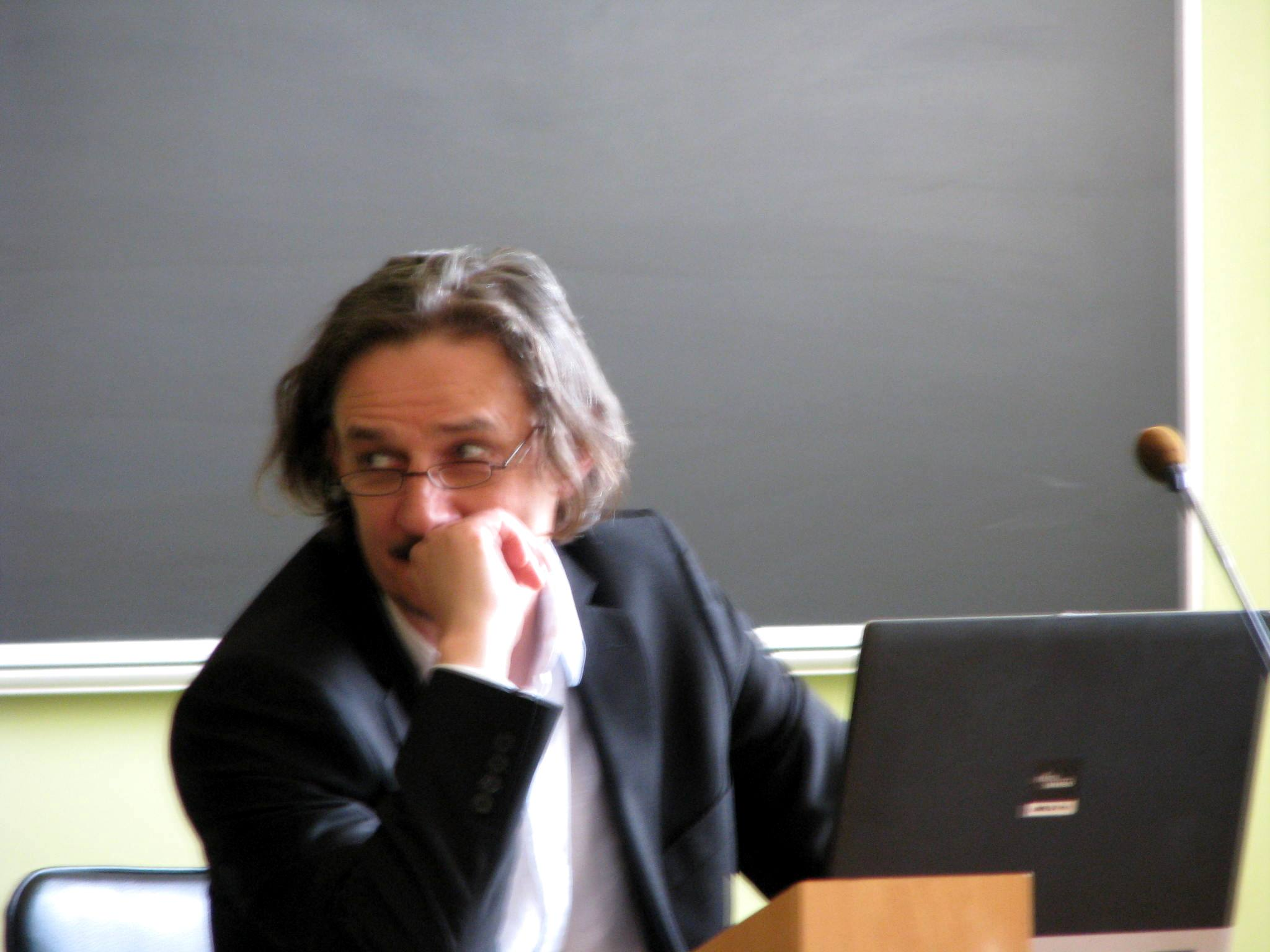
Jarosław Perszko

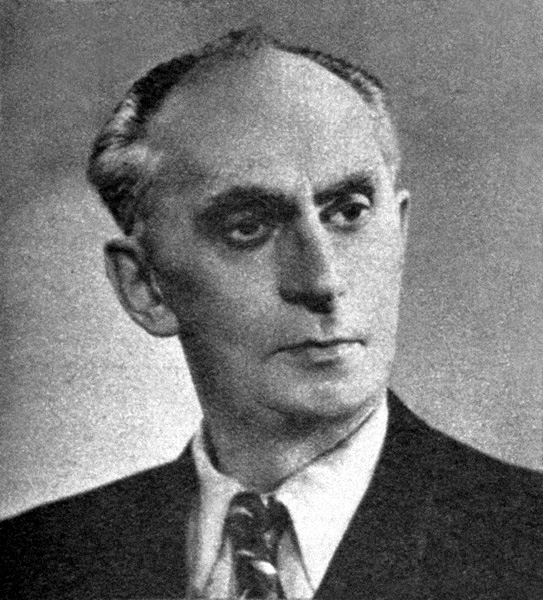
Zbigniew Pronaszko

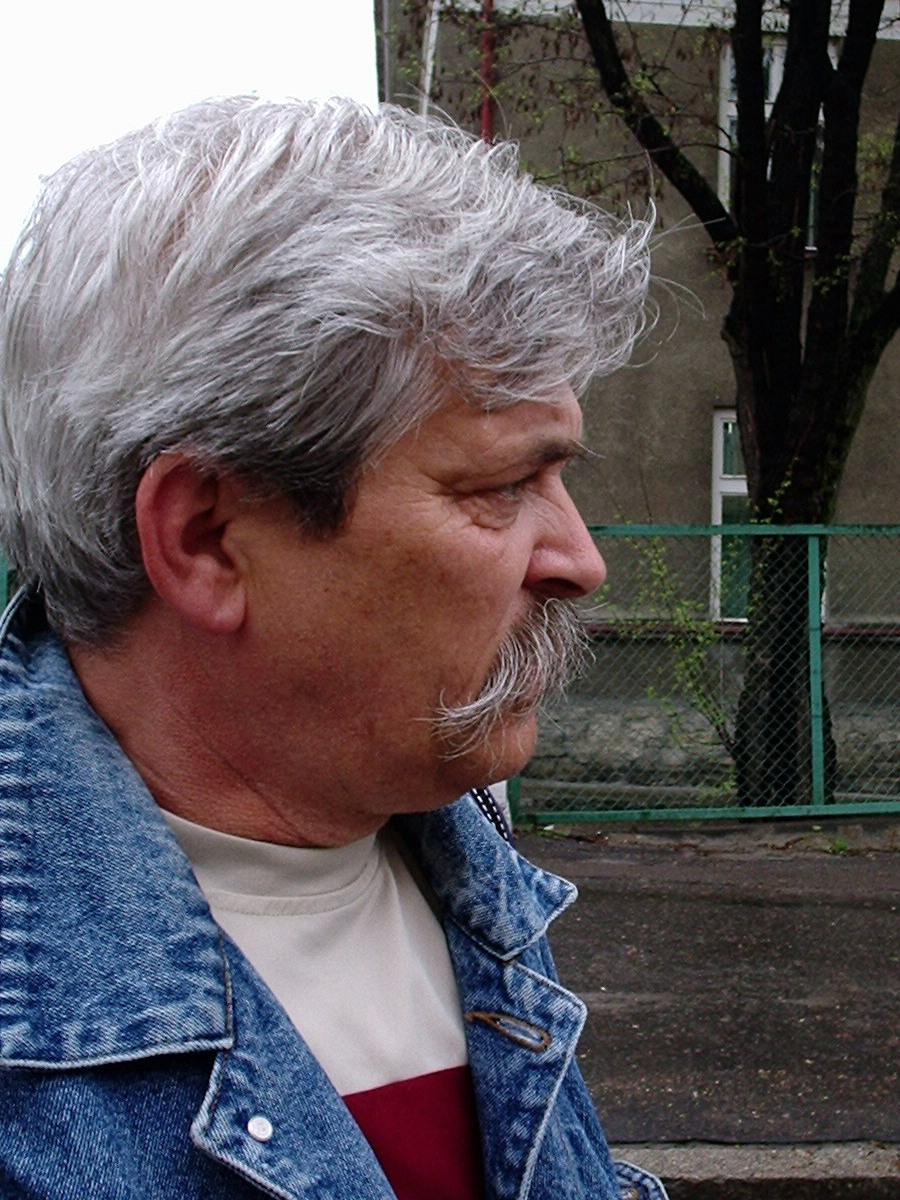
Adam Przybysz

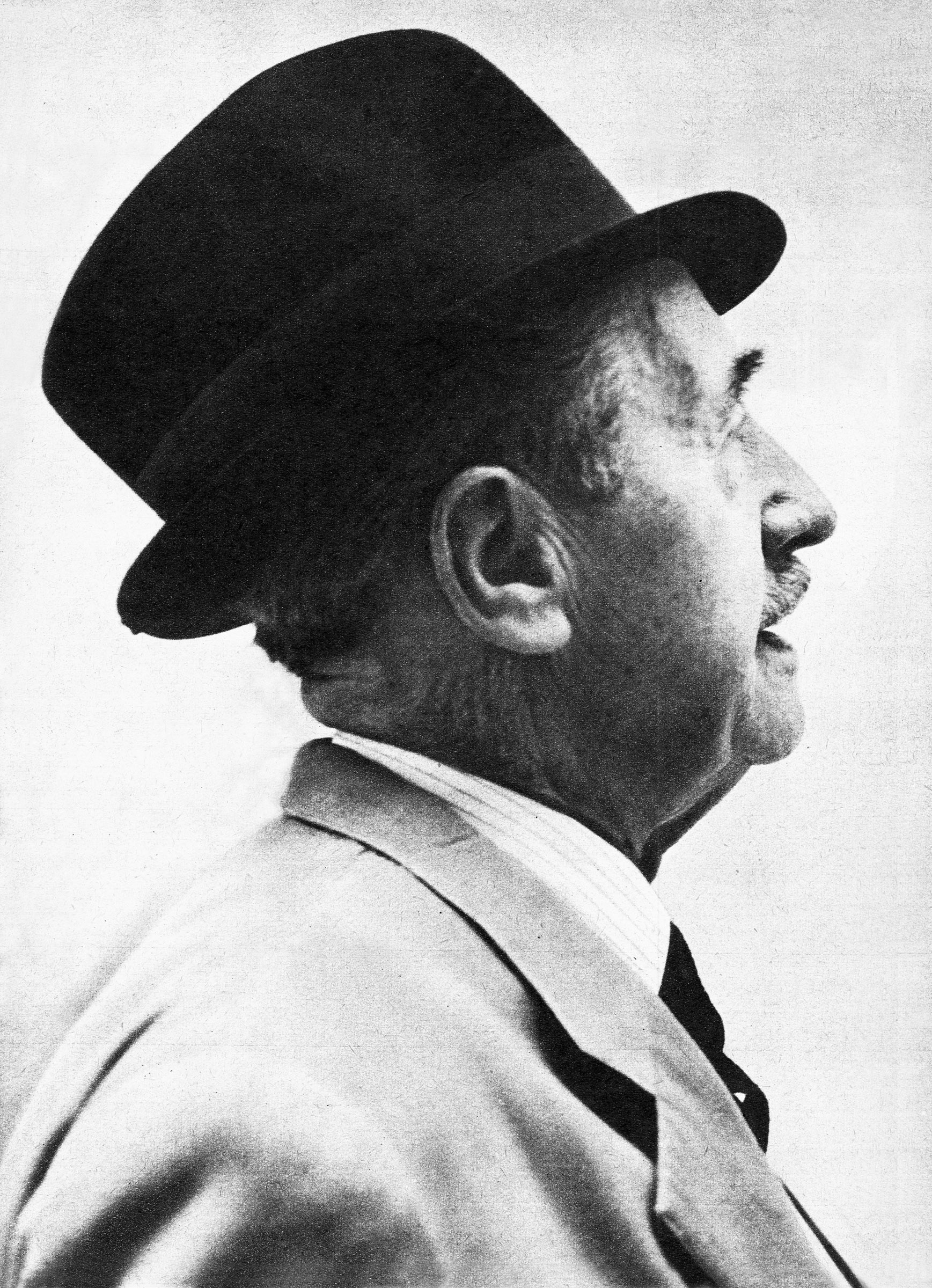
Stanisław Rzecki

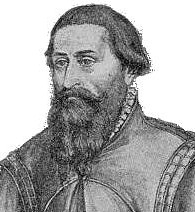
Wit Stwosz

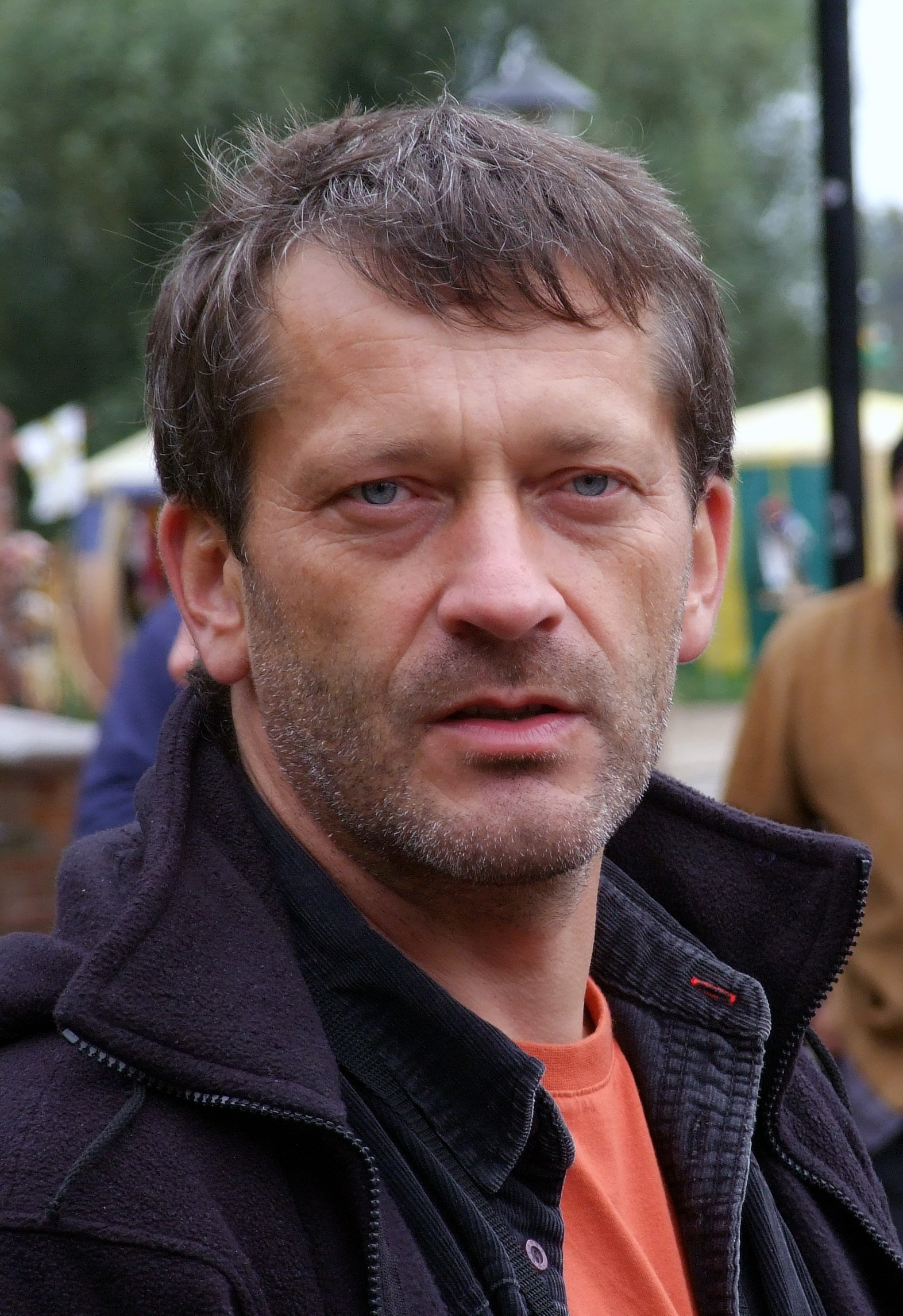
Jan Szczypka

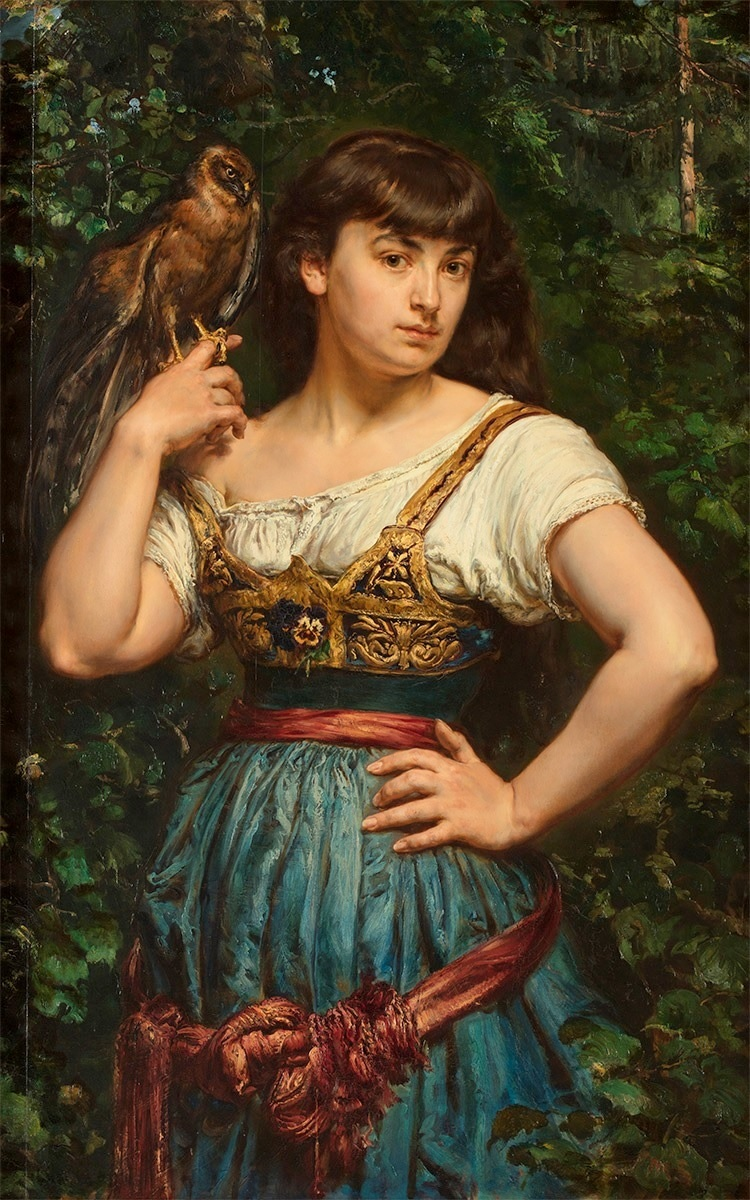
Helena Unierzyska

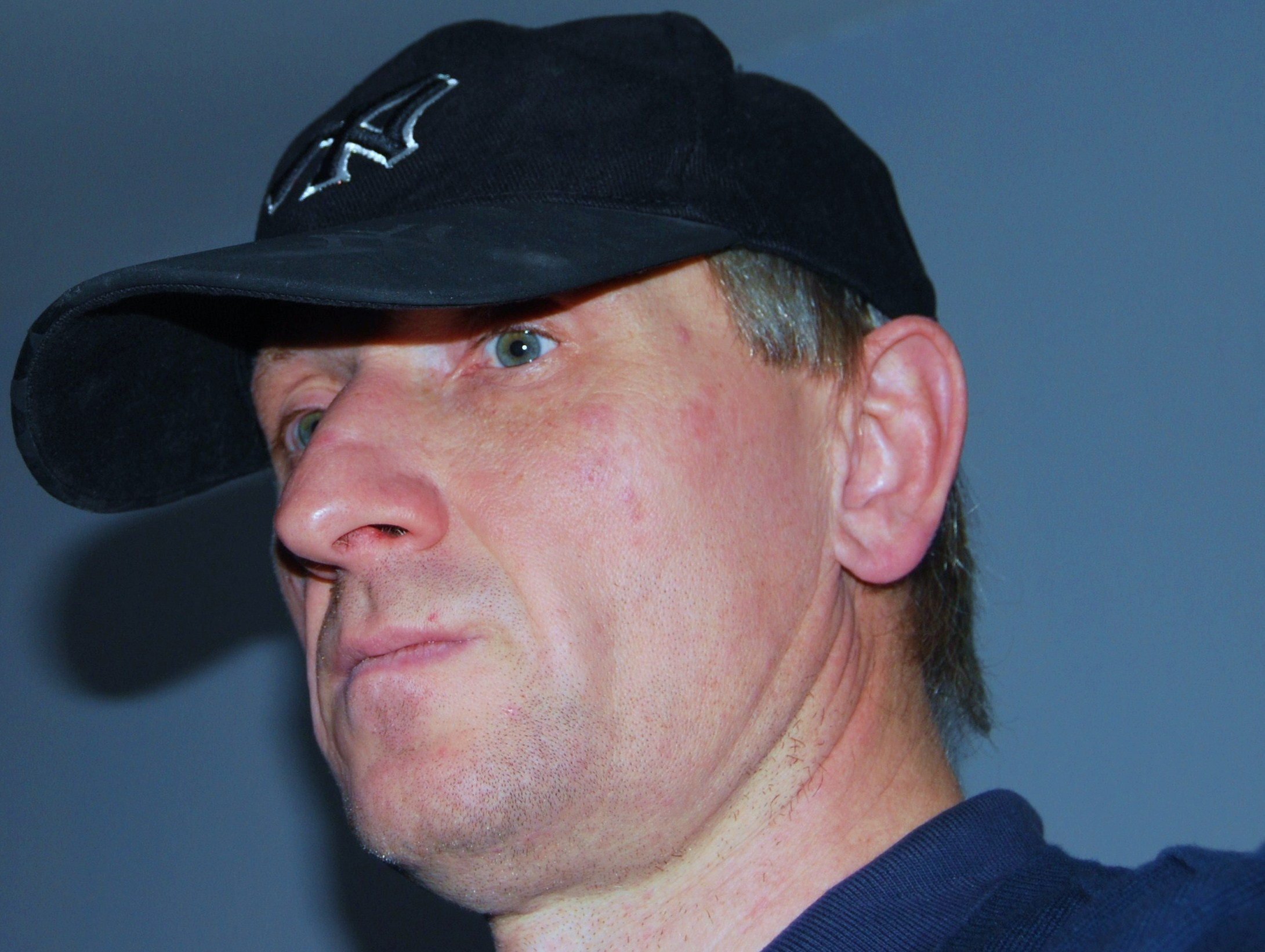
Zbigniew Wąsiel

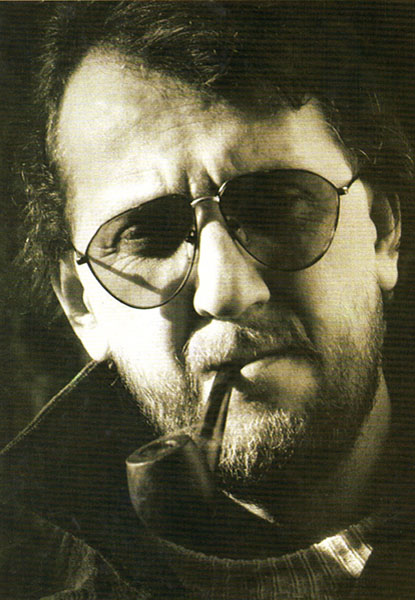
Tadeusz Antoni Wojtasik

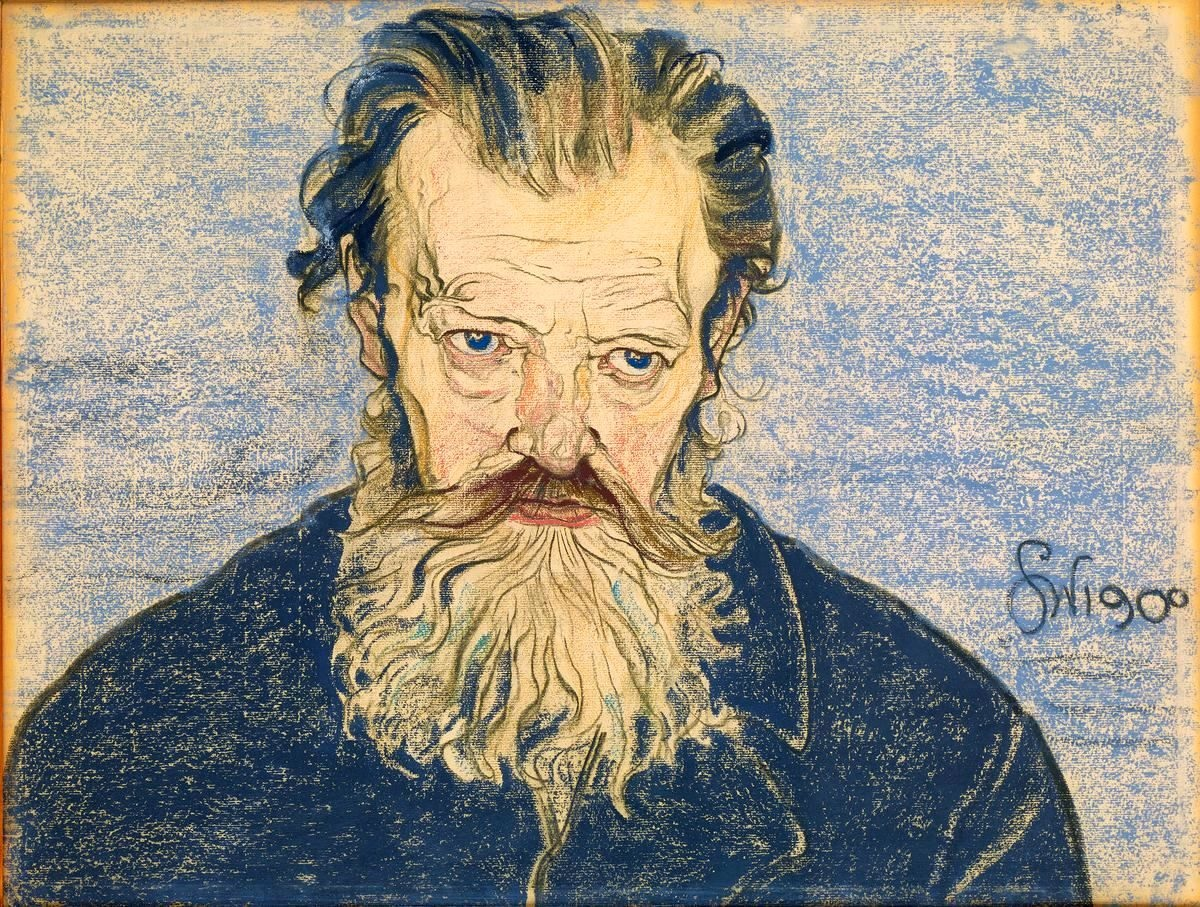
Franciszek Wyspiański

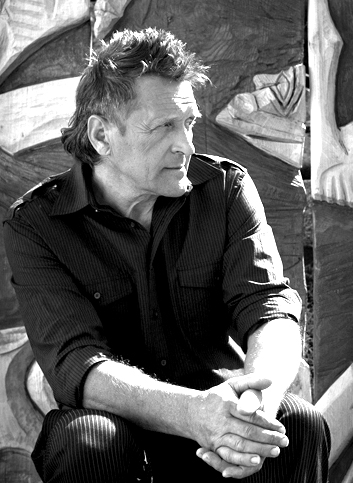
Ryszard Zając

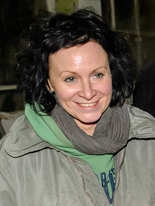
Beata Zwolańska-Hołod

### A
- Magdalena Abakanowicz (1930–2017)
- Wiesław Adamski (* 1947)
- Kazimierz Adamski (* 1964)
- Paweł Althamer (* 1967)
- Sylwester Ambroziak (* 1964)
- Krystyna Andrzejewska-Marek (* 1950)
- Stanisław Anioł (* 1950)
- Feliks Antoniak (1888–1974)
- Józef Aumiller (1892–1963)

### B
- Karol Badyna (* 1960)
- Tomasz Bajer
- Kazimierz Banat
- Jerzy Bandura
- Bolesław Barcz
- Tadeusz Barącz
- Anna Baumgart
- Mirosław Bałka (* 1958)
- Wincenty Bałys
- Bolesław Bałzukiewicz (1879–1935)
- Zdzisław Beksiński (1929–2005)
- Anna Bem-Borucka
- Joshua Budziszewski Benor
- Jan Berdyszak (1934–2014)
- Jerzy Bereś
- Jan Bernasiewicz
- Juliusz Wojciech Bełtowski
- Bolesław Biegas
- Wiesław Bielak
- Kazimierz Bieńkowski
- Tadeusz Biliński
- Maksymilian Biskupski
- Rafał Boettner-Łubowski
- Jerzy Boroń (1924–1986)
- Władysław Borzęcki (1920–1998)[1]
- Izydor Borys
- Julian Boss-Gosławski
- Zygmunt Brachmański
- Tadeusz Breyer
- Wiktor Brodzki (1826–1904)
- Karol Broniatowski (* 1945)
- Anna Brudzińska
- Paweł Bryliński
- Wojciech Brzega
- Sławomir Brzoska
- Julian Brzozowski
- Alojzy Bunsch
- Henryk Burzec
- Piotr Butkiewicz
- Michał Budny
- Wacław Bębnowski
- Tadeusz Błotnicki

### C
- Faustyn Juliusz Cengler
- Michał Ceptowski
- Władysław Chajec
- Olga Chrobra
- Bronisław Chromy (1925–2017)
- Mariusz Chrząstek
- Waldemar Cichoń
- Stanisław Cukier
- Jan Cygankiewicz

### D
- Alfred Daun
- Zofia Demkowska
- Henryk Dmóchowski
- Anna Dobrzańska
- Dorota Dziekiewicz-Pilich
- Stefan Dousa
- Mariusz Drapikowski
- Luna Drexlerówna
- Xawery Dunikowski (1875–1964)
- Wincenty Dunikowski-Duniko
- Maria Dunin-Piotrowska
- Wojciech Durek
- Jacek Durski
- Franciszek Duszeńko
- Tomasz Dykas
- August Dyrda
- Wojciech Dzienniak
- Krystyna Dąbrowska (Bildhauer)
- Aleksander Dętkoś
- Czesław Dźwigaj

### E
- Władysław Eljasz-Radzikowski
- Zbigniew Ereszkowski

### F
- Barbara Falender
- Wojciech Fangor (1922–2015)
- Krystyna Fałdyga-Solska
- Franciszek Fischer
- Franciszek Flaum
- Jerzy Fober
- Henryk Fojcik
- Romuald Frejer
- Zbigniew Frączkiewicz (* 1946)
- Jarosław Furgała
- Roman Fus

### G
- Walery Gadomski
- Wiktor Gajda
- Józef Gardecki
- Piotr Gawron
- Maria Gerson-Dąbrowska
- Stanisław Gierada
- Henryk Glicenstein (1870–1942)
- Cyprian Godebski (1835–1909)
- Izabella Godlewska
- Chaim Goldberg
- Henryk Gotlib (1890–1966)
- Jerzy Gorbas
- Józef Gosławski (1908–1963)
- Stanisław Gosławski
- Antoni Grabowski
- Feliks Grabowski
- Jan Graczyk
- Magdalena Gross
- Wojciech Gryniewicz (* 1946)
- Jan Grzegorzewski
- Grażyna Grądkowska
- Marceli Guyski
- Gustaw Gwozdecki (1880–1935)

### H
- Antoni Hajdecki
- Władysław Hasior (1928–1999)
- Edward Haupt
- Konstanty Hegel (1799–1876)
- Stanisław Hochuł
- Stanisław Horno-Popławski
- Jorg Huber
- Karol Hukan
- Roman Husarski

### J
- Stanisław Jackowski
- Stanisław Jagmin
- Zuzanna Janin (* 1961)
- Jadwiga Janus
- Maria Jarema
- Jerzy Jarnuszkiewicz
- Kazimierz Jelski
- Giennadij Jerszow
- Andrzej Jocz
- Paweł Jocz
- Julian Jończyk
- Edward Jurjewicz
- Jakub Juszczyk
- Katarzyna Józefowicz

### K
- Wawrzyniec Kaim
- Jerzy Kalina
- Józef Kaliszan
- Kazimierz Kalkowski
- Anna Kamieńska-Łapińska
- Władysław Kandefer
- Tadeusz Kantor (1915–1990)
- Alfons Karny
- Andrzej Kasten
- Antoni Kenar (1906–1959)
- Jerzy Kenar
- Marek Kijewski (1955–2007)
- Grzegorz Klaman
- Teresa Klaman
- Władysław Klamerus
- Katarzyna Kobro (1898–1951)
- Stanisław Kochanek
- Janina Konarska (1900–1975)
- Jan Konarski
- Marian Konieczny
- Wacław Konopka
- Małgorzata Kopczyńska-Matusewicz
- Józef Kopczyński
- Michał Korpal
- Zygfryd Korpalski
- Leszek Korzekwa
- Adam Kossowski
- Henryk Kossowski
- Grzegorz Kowalski
- Piotr Kowalski (1927–2004)
- Tadeusz Kowalski (1939–2011)
- Jarosław Kozakiewicz
- Katarzyna Kozyra
- Edward Krasiński
- Józef Antoni Kraus
- Marian Kruczek
- Bronisław Krzysztof
- Barbara Krzywicka-Wójcik
- Małgorzata Kręcka-Rozenkranz
- Jacek Kucaba
- Wojciech Kucharski
- Jan Kucz
- Leon Kudła
- Stanisław Kulon
- Mariusz Kulpa
- Henryk Kuna
- Balcer Kunc (Baltazar Kuncz; ≈1580 – n. 1642)
- Józef Kupczyk
- Antoni Kurzawa
- Piotr Kułach
- Wojciech Kułach
- Mirosław Kuźma
- Wiesław Kwak
- Jerzy Kędziora

### L
- Konstanty Laszczka
- Marian Karol Leja
- Teofil Lenartowicz (1822–1893)
- Andrzej Lenik
- Stanisław Roman Lewandowski
- Bogdana Ligęza-Drwal
- Wojciech Lipczyk
- Mieczysław Lubelski
- Henryk Lula

### M
- Antoni Madeyski
- Edmund Majkowski
- Paweł Maliński
- Władysław Marcinkowski (1858–1947)
- Leonard Marconi (1835–1899)
- Józef Marek
- Marian Hess
- Julian Markowski
- Tomasz Matusewicz
- Ewa Mehl
- Piotr Michnikowski
- Zbigniew Mikielewicz
- Feliks Mikulski
- Karol Mikuszewski
- Adolf Milczanowski
- Antoni Miszewski
- Igor Mitoraj (1944–2014)
- Tomasz Moczek
- Marian Molenda
- Eugeniusz Molski
- Henryk Morel
- Marek Jerzy Moszyński
- Teresa Murak
- Józef Murlewski
- Adam Myjak (1947–2025)
- Jacek Müldner-Nieckowski
- Wiesław Müldner-Nieckowski

### N
- Elie Nadelman (1882–1946)
- Jan Nalborczyk
- Tadeusz Niewiadomski
- Olga Niewska (1898–1943)
- Dorota Nieznalska
- Ludwika Nitschowa
- Franciszek Nowak

### O
- Ludwika Ogorzelec
- Adam Olejniczak
- Władysław Oleszczyński
- Ryszard Orski
- Paweł Orłowski
- Tadeusz Ostaszewski
- Stanisław Ostoja-Kotkowski
- Ludmiła Ostrogórska
- Sławoj Ostrowski
- Jan Ostrowski
- Kazimierz Witold Ostrowski
- Stanisław Kazimierz Ostrowski
- Abraham Ostrzega (1889–1942)
- Władysław Owsiński

### P
- Antoni Janusz Pastwa
- Władysław Pawlik
- Grzegorz Pecuch
- Krzysztof Perwanger
- Józef Petruk
- Franciszek Piasecki
- Zdzisław Pidek
- Zygmunt Piekacz
- Anna Pietrowiec
- Wiesław Pietroń
- Franciszek Pinck
- Jan Jerzy Pinzel († 1761/62)
- Jan Jerzy Plersch (Johann Georg Plersch; 1704/05–1774)
- Maria Podskarbi-Hebisz
- Antoni Popiel (1865–1910)
- Zbigniew Pronaszko (1885–1958)
- Jan Pruski
- Andrzej Pruszyński
- Józef Przebindowski
- Adam Przybysz
- Ludwik Puget
- Jacek Puget
- Maciej Pęcak

### R
- Stanisław Radwański
- Tomasz Radziewicz
- Nathan Rappaport (1911–1987)
- Henryk Rasmus
- Jan Raszka (1871–1945)
- Jan Chryzostom Redler
- Jan Regulski
- Stanisław Repeta
- Marek Rogulski
- Edward Roguszczak
- Wojciech Roj
- Wojciech Rojowski
- Adam Roman
- Stanisław Romaniak
- Franciszek Roth
- Marcin Rożek (1885–1944)
- Janina Rudnicka
- Teodor Rygier
- Adolf Ryszka
- Antoni Rząsa (1919–1980)[2]
- Marcin Rząsa

### S
- Wawrzyniec Samp
- Dariusz Sitek
- Edward Sitek
- Szczepan Siudak
- Władysław Skoczylas (1883–1934)
- Adam Smolana
- Jerzy Sobociński
- Robert Sobociński
- Tomasz Oskar Sosnowski
- Andrzej Sołyga
- Janina Stefanowicz-Schmidt
- Paweł Steller
- Józef Stolarczyk
- Mirosław Struzik
- Ryszard Stryjec
- Karol Stryjeński
- Franciszek Strynkiewicz
- Stanisław Stwosz
- Wit Stwosz (≈1447–1533)
- Jan Stępień
- Franciszek Suknarowski
- Ryszard Surajewski
- Edward Sutor
- Bolesław Syrewicz
- Alina Szapocznikow (1926–1973)
- Maciej Szańkowski
- Ewelina Szczech-Siwicka
- Jan Szczepkowski
- Paweł Szcześniak
- Jan Szczypka
- Andrzej Szewczyk (1950–2001)
- Michał Gąsienica Szostak
- Jan Szostak
- Karol Gąsienica Szostak
- Leon Szubert
- Stanisław Szukalski (1893–1987)
- Marek Szwarc
- Stanisław Szwechowicz
- Wacław Szymanowski (1859–1930)
- Wojciech Sęczawa
- Stanisław Słonina

### T
- Jakub Tatarkiewicz
- Teresa Pastuszka Kowalska
- Grażyna Tomaszewska-Sobko
- Wiktor Tołkin
- Józef Trenarowski
- Olgierd Truszyński
- Zofia Trzcińska-Kamińska
- Bronisław Tusk

### U
- Katarzyna Urbaniak
- Witold Urbanowicz
- Helena Unierzyska (1867–1932)

### W
- Antoni Walerych
- Jacek Waltoś
- Jan Wałach
- Zbigniew Wąsiel (* 1966)
- Pius Weloński (1849–1931)
- Mieczysław Welter
- Aleksandra Went
- Esther Wertheimer (1926–2016)
- Jan de Weryha-Wysoczański (* 1950)
- Henryk Wiciński
- Edward Wittig
- Antoni Wiwulski (1877–1919)
- Magdalena Więcek
- Małgorzata Wiśniewska
- Alfred Wiśniewski
- Marian Wnuk
- Jan Wnęk (1828–1869)
- Ryszard Wojciechowski
- Bolesław Wojewódzki
- Tadeusz Antoni Wojtasik
- Maria Wojtiuk
- Bazyli Wojtowicz
- Piotr Woroniec
- Jędrzej Wowro
- Stanisław Wysocki
- Franciszek Wyspiański
- Igor Wójcik

### Z
- Stanisław Zagajewski
- Ryszard Zając (* 1951)
- Albert Zalewski
- August Zamoyski
- Leon Mieczysław Zawiejski
- Barbara Zbrożyna
- Zbylut Grzywacz
- Ignacy Zelek
- Kazimierz Gustaw Zemła
- Swietlana Zerling
- Romuald Zerych
- Beata Zwolańska-Hołod (* 1975)
- Anna Zygmunt

### Ł
- Wanda Ładniewska-Blankenheimowa
- Tadeusz Łodziana
- Andrzej Łowisz
- Jadwiga Łubieńska
- Hanna Łuczak
- Jacek Łuczak

### Ś
- Alina Ślesińska
- Stanisław Śliwiński
- Balbina Świtycz-Widacka

### Ż
- Teresa Żarnowerówna